# Taxa de juro nominal
A taxa de juro nominal é a taxa que obrigatoriamente deve ser indicada em todos os contratos de crédito ou nas aplicações e corresponde ao período de um ano. Sendo que, é uma remuneração monetária sujeita aos efeitos da inflação.
A taxa de juro nominal é uma taxa de juro de referência para um horizonte de tempo que compreende múltiplos períodos de capitalização, não correspondendo à taxa de capitalização de fato. A taxa nominal é expressa com referência a uma unidade de tempo distinta daquela em que a capitalização de fato ocorre.

## Formula para a taxa de juros Nominal.
A taxa de juros simples, em se tratando nos setores financeiros, é, comumentemente, utilizadas em rendas fixas no mercado monetário. Porém, seria possível observar o seu uso quando se explicita em multas, etc. Poderá ser exposta por: {\displaystyle C=Co.(1+i.T)}
Onde: 
T é tempo.
I é a taxa de juros nominal.
C é a capital.
Porquanto é determinada a partir de um valor rentável a respeito de seu valor "a priori". A exemplo, se existe 0,1 de C. Temos a décima parte somada com {\displaystyle C}. Se se tem 0,2, terá o dobro dessa décima parte. Se observarmos 2, ter-se-á, pois, o dobro. Conseguintemente, o valor inicial, de 0,1, equivale a 10% , e, respectivamente, 20% e 200%. Paralelamente ao aumento temporal linear como um décimo do porcentual para um décimo no tempo e o dobro do porcentual ao dobro do tempo.
Outra forma ao cálculo da taxa de juros nominal, dar-se-ia por meio da taxa de juros composto. Embutido da formula:
{\textstyle C=Co.(1+i)^{t}}
Porquanto, a taxa de rentabilidade será definida por {\displaystyle ((1+i)^{t}-1).100\%}.